# باتريك أوهانراهان
باتريك أوهانراهان (بالإنجليزية: Patrick O'Hanrahan)‏ (1 ياير 1895 – 1963) هو ملاكم من المملكة المتحدة راحل، مثّل بلاده في الألعاب الأولمبية الصيفية 1924.

## روابط خارجية
باتريك أوهانراهان على موقع أوليمبيديا (الإنجليزية)